# Глиша Бабовић
Григорије Глиша Бабовић (Оролик, 4. фебруар 1886 – Шабац, 24. децембар 1961) био је српски прота и књижевник за децу.

## Биографија
Школовао се у Винковцима, а затим у Сремским Карловцима где је уписао српску православну богословију коју је завршио 1911. године. Службовао је у Негославцима шуне две деценије, а затим 1933. године прешао у Шабац. Поред парохијских послова учествовао је и у културном животу Шапца  и написао Летопис града од 1933-1944 године. Најпознатији је по делима за децу и младе, а дела су му превођена на македонски и албански језик.

## Дела

### Књиге за децу
- Дедине приче (1952)
- Вода са извора (1954)
- Водопловци (1954)
- Моја бака (1956)
- Јахање на курјаку (1957)
- Јунаци старог дворишта (1961)
- Љутита бака и седефска дугмета

### Књиге за одрасле
- Слике из мог народа (1937)
- Оролик - историја, живот и обичаји једног сремског села (1963)
- Дневник 1941-1945 (2005)
- Летопис Шапца 1933-1944 (2010)[2]